# Comuna de Olecko
Olecko (polaco: Gmina Olecko) é uma gminy (comuna) na Polónia, na voivodia de Vármia-Masúria e no condado de Olecki. A sede do condado é a cidade de Olecko.
De acordo com os censos de 2004, a comuna tem 29 398 habitantes, com uma densidade 101,3 hab/km².

## Área
Estende-se por uma área de 266,6 km², incluindo:
- área agricola: 69%
- área florestal: 16%

## Demografia
Dados de 2008:
|                      | Total   | Total | Mulheres | Mulheres | Homens  | Homens |
| -------------------- | ------- | ----- | -------- | -------- | ------- | ------ |
|                      | pessoas | %     | pessoas  | %        | pessoas | %      |
| População            | 29 398  | 100   | 15 030   | 51,5     | 14 368  | 48,5   |
| Densidade (pop./km²) | 101,3   | 100   | 54,4     | 54,4     | 45,9    | 45,9   |

De acordo com dados de 2002, o rendimento médio per capita ascendia a 1401,74 zł.

## Subdivisões
- Babki Gąseckie, Babki Oleckie, Borawskie, Borawskie Małe, Dąbrowskie, Dobki, Doliwy, Duły, Dzięgiele, Gąski, Gordejki, Jaśki, Judziki, Kijewo, Kukowo, Lenarty, Łęgowo, Możne, Olszewo, Plewki, Raczki Wielkie, Rosochackie, Sedranki, Szczecinki, Ślepie, Świdry, Zabielne, Zajdy, Zatyki.

## Comunas vizinhas
- Bakałarzewo, Ełk, Filipów, Kalinowo, Kowale Oleckie, Świętajno, Wieliczki